# Сабуров, Василий Фёдорович
Василий Фёдорович Сабуров (ум. 1485) — костромской землевладелец, боярин, воевода и дворянин при великом князе московском Иване III и удельном князе дмитровском Юрии Васильевиче. Из рода Сабуровых, сын Фёдора Ивановича Сабура, родоначальника рода.
Братья — Данила, Михаил, Иван, Семён Пешек и Константин Сверчок.

## Биография
В начале великого княжения Ивана III (1462—1464) был пожалован в бояре. В 1465—1469 годах Василий Фёдорович Сабуров упоминается как член боярских комиссий. Около 1470 года выиграл местническое дело у Григория Васильевича Заболоцкого.
В 1471 году — боярин удельного князя дмитровского Юрия Васильевича. После смерти Юрия (в октябре 1472 году) вернулся на службу к великому князю московскому Ивану III, но без боярства.
В 1477—1479 годах участвует в походе русской армии под предводительством великого князя московского Ивана III Васильевича на Великий Новгород. В конце 1478 года был послан вместе с Василием Фёдоровичем Образец-Симским в поход на Вятку.
Около 1483—1485 гг. присутствовал на докладе у Ивана III Васильевича.
Умер в 1485 году.
Имел четырёх сыновей:
- Юрий — убит в молодости в Казанском походе
- Семён Варган — умер бездетным
- Михаил — умер бездетным
- Андрей (ум. 1534) — дворянин, стольник, окольничий, воевода и боярин